# Woodplumpton
Woodplumpton est un village et une paroisse civile du Lancashire, en Angleterre.